# 64e corps d'armée (Allemagne)
Le 64e corps d'armée (en allemand : LXIV. Armeekorps) était un corps d'armée de l'armée de terre allemande : la Heer au sein de la Wehrmacht pendant la Seconde Guerre mondiale.

## Hiérarchie des unités
| Nom                                     | Nbre d'hommes       | Unités subalternes                | Grade de commandement                 |
| --------------------------------------- | ------------------- | --------------------------------- | ------------------------------------- |
| La Heer se subdivise en Heeresgruppen : |                     |                                   |                                       |
| Heeresgruppe                            | + 300 000           | 2 à + Armeen (Armées)             | Generaloberst ou Generalfeldmarschall |
| Armee                                   | + 100 000 - 300 000 | 2 à + Armeekorps (Corps d'armées) | General ou Generaloberst              |
| Armeekorps                              | + 30 000 - 80 000   | 2 à + Divisionen (division)       | Generalleutnant ou General            |
| Division                                | + 10 000 – 20 000   | 2 à 6 Brigaden (brigades)         | Generalmajor ou Generalleutnant       |
| Brigade                                 | + 3 000 – 5 000     | jusqu'à 3 Regimentern (Régiment)  | Oberst ou Generalmajor                |

## Historique
Le LXVIV. Reservekorps (64e corps de réserve) est formé le 11 septembre 1942 à Breslau-Carlowitz dans le Wehrkreis VIII à partir de l'Höheres Kommando LXIV..
Il est renommé LXIV. Armeekorps (64e corps d'armée) le 5 août 1944.
Il capitule dans la Forêt-Noire le 30 avril 1945.

## Organisation

### Commandants successifs
| Date                                   | Grade                  | Commandant                |
| -------------------------------------- | ---------------------- | ------------------------- |
| 20 septembre 1942 - 1er septembre 1944 | General der Pioniere   | Karl Sachs                |
| 1er septembre 1944 - 1er novembre 1944 | General der Infanterie | Otto Lasch                |
| 1er novembre 1944 - 15 janvier 1945    | General der Infanterie | Helmut Thumm              |
| 15 janvier 1945 - 21 janvier 1945      | Generalleutnant        | Friedrich-Wilhelm Hauck   |
| 21 janvier 1945 - 15 avril 1945        | General der Artillerie | Maximilian Grimmeiß       |
| 15 avril 1945 - avril 1945             | Generalleutnant        | Helmut Friebe             |
| Avril 1945 - 8 mai 1945                | General der Artillerie | Rudolf Freiherr von Roman |

### Chef des Generalstabes
| Date                             | Grade               | Commandant        |
| -------------------------------- | ------------------- | ----------------- |
| 5 août 1944- 15 décembre 1944    | Oberstleutnant i.G. | Bahr              |
| 15 décembre 1944 - 27 avril 1945 | Oberst i.G.         | Koehler           |
| 27 avril 1945 - Mai 1945         | Oberst i.G.         | Anton Staubwasser |

### 1. Generalstabsoffizier (Ia)
| Date                              | Grade      | Commandant       |
| --------------------------------- | ---------- | ---------------- |
| 5 août 1944- octobre 1944         | Major i.G. | Kurt Schuster    |
| 20 octobre 1944 - 20 février 1945 | Major i.G. | Johannes Niedner |
| 20 février 1945 - ? 1945          | Major i.G. | Hans Menzel      |

## Théâtres d'opérations
- Sud-Est de la France : septembre 1942 - janvier 1945
- Alsace : janvier 1945 - mars 1945
- Sud-Ouest de l'Allemagne : mars 1945 - avril 1945

## Ordre de batailles

### Rattachement d'Armées
| Date         | Armée     | Groupe d'Armées     |
| ------------ | --------- | ------------------- |
| 1942         |           |                     |
| 11 septembre | -         | Chef H Rüst und BdE |
| 19 novembre  | z. Vfg    | Heeresgruppe D      |
| 1943         |           |                     |
| 1er janvier  | z. Vfg    | Heeresgruppe D      |
| 1944         |           |                     |
| 1er janvier  | z. Vfg.   | Heeresgruppe D      |
| 27 janvier   | z. Vfg.   | Heeresgruppe B      |
| Juin         | 15. Armee | Heeresgruppe B      |
| Juillet      | 1. Armee  | Heeresgruppe G      |
| 1944         |           |                     |
| Août         | z. Vfg.   | Groupe d'armées G   |
| Septembre    | 19e armée | Groupe d'armées G   |
| 1945         |           |                     |
| Janvier      | 19e armée | OB Oberrhein        |
| Février      | 19e armée | Groupe d'armées G   |

### Unités subordonnées

#### Unités organiques
- Korps-Nachrichten-Kompanie 464

#### Unités rattachées
15 octobre 1942
- 148. Reserve-Division
- 158. Reserve-Division
- 165. Reserve-Division
- 157. Reserve-Division

23 octobre 1942
- 182. Reserve-Division
- 165. Reserve-Division
- 157. Reserve-Division

1er mars 1944
- 165. Reserve-Division
- 182. Reserve-Division
- Schnelle Brigade 30
- Schnelle Brigade 20
- Reserve-Beobachtungs-Abteilung 4
- Reserve-Beobachtungs-Abteilung 44
- Reserve-Heeres-Flakartillerie-Abteilung 276
- Reserve-Heeres-Flakartillerie-Abteilung 278

16 septembre 1944
- 716e division d'infanterie
- 189e division de réserve

28 septembre 1944
- 716e division d'infanterie
- 198e division d'infanterie
- 189. Infanterie-Division

16 octobre 1944
- 716e division d'infanterie
- 198e division d'infanterie

5 novembre 1944
- 21. Panzer-Division
- 716e division d'infanterie
- 16. Volks-Grenadier-Division
- Panzer-Brigade 106 “Feldherrnhalle”

15 novembre 1944
- 708. Volks-Grenadier-Division
- 716e division d'infanterie
- 16. Volks-Grenadier-Division
- 553. Volks-Grenadier-Division
- A.K. Boineburg (Reststab 325e division de sécurité)

26 novembre 1944
- 708. Volks-Grenadier-Division
- 716e division d'infanterie

31 décembre 1944
- 198e division d'infanterie
- 708. Volks-Grenadier-Division + 716e division d'infanterie
- 189e division d'infanterie
- Panzer-Brigade 106 “Feldherrnhalle”
- 16. Volks-Grenadier-Division

8 janvier 1945
- 708. Volks-Grenadier-Division
- 716e division d'infanterie
- 16. Volks-Grenadier-Division
- 269e division d'infanterie
- 189e division d'infanterie
- 198e division d'infanterie
- Panzer-Brigade 106 “Feldherrnhalle”

29 janvier 1945
- 198e division d'infanterie
- 708. Volks-Grenadier-Division
- 189e division d'infanterie
- 16. Volks-Grenadier-Division
- 2e division de montagne

1er février 1945
- 198e division d'infanterie
- 708. Volks-Grenadier-Division
- 2e division de montagne
- 189e division d'infanterie
- 16. Volks-Grenadier-Division

22 février 1945
- 198e division d'infanterie
- 708. Volks-Grenadier-Division
- 16. Volks-Grenadier-Division
- Brigade Baur
- Division Nr. 405

2 mars 1945
- 198e division d'infanterie
- Division Nr. 405
- 106e division d'infanterie

20 mars 1945
- 553. Volks-Grenadier-Division
- Division Nr. 405
- 106e division d'infanterie

5 avril 1945
- 716e division d'infanterie
- 257. Volks-Grenadier-Division
- 106e division d'infanterie
- Division Nr. 405
- Brigade Scheyer

30 avril 1945
- 16. Volks-Grenadier-Division
- 189. Infanterie-Division

## Sources
- Cet article est partiellement ou en totalité issu de l'article intitulé « 64e corps de réserve (Allemagne) » (voir la liste des auteurs).
- (de) LXIVe Armeekorps sur lexikon-der-wehrmacht.de
- (de) LXIV. Reserve-Korps sur lexikon-der-wehrmacht.de